# بورتا بيا
بورتا بيا هي إحدى بوابات الأسوار الأوريلية في روما إيطاليا. واحدة من التحسينات التي أضافها البابا بيوس الرابع للمدنية وسميت تيمناً به. تقع في نهاية شارع جديد «فيا بيا» و صممها مايكل أنجلو بدلاً من بورتا نومينتانا المتوضعة مئة متر جنوباً والتي أغلقت في نفس الوقت. بدأ البناء في 1561 و انتهت في عام 1565 بعد وفاة الفنان. تظهر ميدالية تذكارية من البرونز عام 1561 صنعها بونزانيا جيانفيدريكو خطة أولية رسمها مايكل أنجلو مختلفة جداً عن التصميم النهائي. تم الانتهاء من الواجهة الخارجية للمدينة في عام 1869 تحت التصميم الكلاسيكي الجديد من تصميم فيرجينيو فيسبنياني.